# ابد و یک روز
ابد و یک روز، فیلمی درام به کارگردانی و نویسندگی سعید روستایی و تهیه‌کنندگی سعید ملکان، محصول سال ۱۳۹۴ ایران است. بازیگران آن پیمان معادی، نوید محمدزاده، پریناز ایزدیار، شبنم مقدمی، ریما رامین‌فر و مهدی قربانی هستند. این فیلم در طول نمایش، مورد توجه عموم مردم و منتقدان قرار گرفت و توانست نُه سیمرغ بلورین، از جمله سیمرغ بلورین بهترین فیلم از نگاه تماشاگران را در سی و چهارمین دوره جشنواره فیلم فجر به دست آورد.

## داستان
سمیه (پریناز ایزدیار) دختر جوانی است که قرار است به زودی به عقد مردی افغان درآید. اما سمیه برای انتخاب این وصلت، مردد است، چرا که وضعیت خانه‌ای که در آن قرار دارد، تا حدود زیادی به او وابسته است. خانواده‌ای که درگیر مشکلات مختلفی همچون اعتیاد، فقر، بیکاری و مشکلات خانوادگی هستند. وی مادر پیر و از کار افتاده‌ای دارد و البته برادران و خواهرانی که همواره در حال نزاع با یکدیگر هستند و…

## بازیگران
| بازیگر         | نقش             |
| -------------- | --------------- |
| پیمان معادی    | مرتضی تولیخانلو |
| نوید محمدزاده  | محسن تولیخانلو  |
| پریناز ایزدیار | سمیه تولیخانلو  |
| شبنم مقدمی     | اعظم تولیخانلو  |
| ریما رامین‌فر   | شهناز تولیخانلو |
| مهدی قربانی    | نوید تولیخانلو  |
| معصومه رحمانی  | لیلا تولیخانلو  |
| شیرین یزدان‌بخش | مادر            |

## نمایش
ابد و یک روز نخستین‌بار در بخش سودای سیمرغ سی و چهارمین جشنواره فیلم فجر به نمایش درآمد و در تاریخ ۲۶ اسفند ۱۳۹۴، در سینماهای ایران اکران شد.

## اکران‌ها و حضور در جشنواره‌ها
«ابد و یک روز» نخستین‌بار در بخش سودای سیمرغ سی و چهارمین دوره جشنواره فیلم فجر به نمایش درآمد و با نامزدی در ۱۰ رشته، رکورددار نامزدی و همچنین با دریافت ۹ سیمرغ بلورین، رکورددار دریافت جایزه از این دوره از جشنواره شد. ابد و یک روز همچنین رکورد بیشترین تعداد نامزدی و جایزه در شانزدهمین جشن حافظ، دهمین جشن انجمن منتقدان و نویسندگان سینمای ایران و هجدهمین جشن سینمای ایران را از آن خود کرد.

### اکران داخلی
| سال  | رویداد                                 | بخش جشنواره/نوع اکران | تاریخ اکران            | منبع               |
| ---- | -------------------------------------- | --------------------- | ---------------------- | ------------------ |
| ۱۳۹۴ | سی و چهارمین دوره جشنواره فیلم فجر     | سودای سیمرغ           | ۱۲ تا ۲۲ بهمن ماه ۱۳۹۴ | [ ۷ ]              |
| ۱۳۹۵ | انجمن منتقدان و نویسندگان سینمای ایران | اصلی                  |                        | [ ۸ ] [ ۹ ] [ ۱۰ ] |
| ۱۳۹۵ | جشن حافظ                               | اصلی                  |                        | [ ۸ ] [ ۹ ] [ ۱۰ ] |
| ۱۳۹۵ | جشن سینمای ایران                       | اصلی                  |                        | [ ۸ ] [ ۹ ] [ ۱۰ ] |
| ۱۳۹۶ | جشنواره بین‌المللی فیلم شهر             | مسابقه                |                        | [ ۱۱ ]             |

### اکران بین‌المللی
| سال  | کشور                | رویداد                                | بخش جشنواره/نوع اکران        | تاریخ اکران     | منبع   |
| ---- | ------------------- | ------------------------------------- | ---------------------------- | --------------- | ------ |
| ۲۰۱۶ | سوئیس               | بیست‌ودومین جشنواره بین‌المللی فیلم ژنو | رقابت بین‌المللی فیلم‌های بلند | ۴ تا ۱۲ نوامبر  | [ ۱۲ ] |
| ۲۰۱۷ | بنگلادش             | جشنواره بین‌المللی فیلم داکا           | مسابقه فیلم‌های آسیا          | ۱۲ تا ۲۰ ژانویه | [ ۱۲ ] |
| ۲۰۱۶ | اسپانیا             | جشنواره بین‌المللی فیلم خیخون          | بازتاب طلایی                 |                 | [ ۱۲ ] |
| ۲۰۱۶ | استرالیا            | جشنواره فیلم‌های ایرانی استرالیا       | مسابقه فیلم‌های ایرانی        |                 | [ ۱۲ ] |
| ۲۰۱۶ | ایالات متحده آمریکا | چهلمین جشنواره فیلم پورتلند آمریکا    | کارگردانان جدید              | ۹ تا ۲۵ فوریه   | [ ۱۳ ] |
| ۲۰۱۷ | لس آنجلس            | جشنواره فیلم‌های ایرانی UCLA           |                              | ۶ تا ۹ می       | [ ۱۴ ] |

## جوایز و نامزدی‌ها

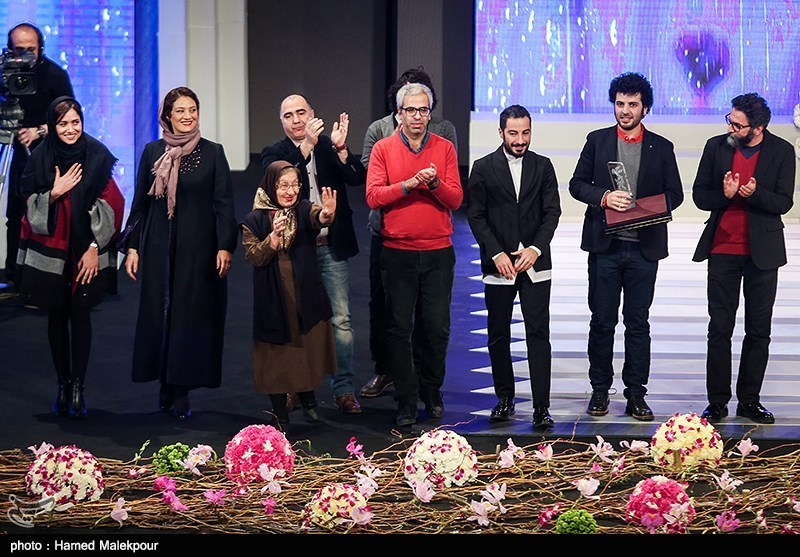
عوامل فیلم در مراسم اختتامیه سی و چهارمین دوره جشنواره فیلم فجر

| سال  | جشنواره                                          | قسمت                          | نامزد                                                  | نتیجه    | منبع   |
| ---- | ------------------------------------------------ | ----------------------------- | ------------------------------------------------------ | -------- | ------ |
| ۱۳۹۴ | سی و چهارمین دوره جشنواره فیلم فجر               | بهترین فیلم                   | سعید ملکان                                             | نامزدشده | [ ۱۵ ] |
| ۱۳۹۴ | سی و چهارمین دوره جشنواره فیلم فجر               | بهترین کارگردانی              | سعید روستایی                                           | برنده    | [ ۱۵ ] |
| ۱۳۹۴ | سی و چهارمین دوره جشنواره فیلم فجر               | بهترین بازیگر نقش اول مرد     | پیمان معادی                                            | نامزدشده | [ ۱۵ ] |
| ۱۳۹۴ | سی و چهارمین دوره جشنواره فیلم فجر               | بهترین بازیگر نقش اول زن      | پریناز ایزدیار                                         | برنده    | [ ۱۵ ] |
| ۱۳۹۴ | سی و چهارمین دوره جشنواره فیلم فجر               | بهترین بازیگر نقش مکمل زن     | شیرین یزدان بخش                                        | نامزدشده | [ ۱۵ ] |
| ۱۳۹۴ | سی و چهارمین دوره جشنواره فیلم فجر               | بهترین بازیگر نقش مکمل مرد    | نوید محمدزاده                                          | برنده    | [ ۱۵ ] |
| ۱۳۹۴ | سی و چهارمین دوره جشنواره فیلم فجر               | بهترین فیلمنامه               | سعید روستایی                                           | برنده    | [ ۱۵ ] |
| ۱۳۹۴ | سی و چهارمین دوره جشنواره فیلم فجر               | بهترین تدوین                  | بهرام دهقان                                            | برنده    | [ ۱۵ ] |
| ۱۳۹۴ | سی و چهارمین دوره جشنواره فیلم فجر               | بهترین صدا                    | امین میرشکاری و علیرضا علویان                          | نامزدشده | [ ۱۵ ] |
| ۱۳۹۴ | سی و چهارمین دوره جشنواره فیلم فجر               | بهترین چهره پردازی            | سعید ملکان                                             | برنده    | [ ۱۵ ] |
| ۱۳۹۴ | سی و چهارمین دوره جشنواره فیلم فجر               | بهترین فیلم از نگاه تماشاگران | سعید ملکان                                             | برنده    | [ ۱۵ ] |
| ۱۳۹۴ | سی و چهارمین دوره جشنواره فیلم فجر (بخش نگاه نو) | بهترین فیلم                   | سعید ملکان                                             | برنده    | [ ۱۵ ] |
| ۱۳۹۴ | سی و چهارمین دوره جشنواره فیلم فجر (بخش نگاه نو) | بهترین کارگردانی              | سعید روستایی                                           | برنده    | [ ۱۵ ] |
| ۱۳۹۵ | شانزدهمین دوره جشن دنیای تصویر                   | بهترین فیلم                   | سعید ملکان                                             | برنده    | [ ۱۶ ] |
| ۱۳۹۵ | شانزدهمین دوره جشن دنیای تصویر                   | بهترین کارگردانی              | سعید روستایی                                           | نامزدشده | [ ۱۶ ] |
| ۱۳۹۵ | شانزدهمین دوره جشن دنیای تصویر                   | بهترین بازیگر زن              | پریناز ایزدیار                                         | برنده    | [ ۱۶ ] |
| ۱۳۹۵ | شانزدهمین دوره جشن دنیای تصویر                   | بهترین بازیگر زن              | شبنم مقدمی                                             | نامزدشده | [ ۱۶ ] |
| ۱۳۹۵ | شانزدهمین دوره جشن دنیای تصویر                   | بهترین بازیگر مرد             | پیمان معادی                                            | نامزدشده | [ ۱۶ ] |
| ۱۳۹۵ | شانزدهمین دوره جشن دنیای تصویر                   | بهترین بازیگر مرد             | نوید محمدزاده                                          | برنده    | [ ۱۶ ] |
| ۱۳۹۵ | شانزدهمین دوره جشن دنیای تصویر                   | بهترین فیلمنامه               | سعید روستایی                                           | برنده    | [ ۱۶ ] |
| ۱۳۹۵ | شانزدهمین دوره جشن دنیای تصویر                   | بهترین دستاورد هنری           | بهرام دهقان (برای تدوین ابد و یک روز)                  | برنده    | [ ۱۶ ] |
| ۱۳۹۵ | شانزدهمین دوره جشن دنیای تصویر                   | بهترین دستاورد هنری           | سعید ملکان (برای چهره پردازی ابد و یک روز)             | نامزدشده | [ ۱۶ ] |
| ۱۳۹۵ | شانزدهمین دوره جشن دنیای تصویر                   | بهترین دستاورد هنری           | امین میرشکاری و علیرضا علویان (برای صدای ابد و یک روز) | نامزدشده | [ ۱۶ ] |
| ۱۳۹۵ | جشن خانه سینما                                   | بهترین فیلم                   | سعید ملکان                                             | نامزدشده | [ ۱۷ ] |
| ۱۳۹۵ | جشن خانه سینما                                   | بهترین کارگردانی              | سعید روستایی                                           | برنده    | [ ۱۷ ] |
| ۱۳۹۵ | جشن خانه سینما                                   | بهترین بازیگر نقش اول مرد     | پیمان معادی                                            | برنده    | [ ۱۷ ] |
| ۱۳۹۵ | جشن خانه سینما                                   | بهترین بازیگر نقش مکمل مرد    | نوید محمدزاده                                          | برنده    | [ ۱۷ ] |
| ۱۳۹۵ | جشن خانه سینما                                   | بهترین فیلمنامه               | سعید روستایی                                           | برنده    | [ ۱۷ ] |
| ۱۳۹۵ | جشن خانه سینما                                   | بهترین تدوین                  | بهرام دهقان                                            | برنده    | [ ۱۷ ] |
| ۱۳۹۵ | جشن خانه سینما                                   | بهترین چهره پردازی            | سعید ملکان                                             | نامزدشده | [ ۱۷ ] |
| ۱۳۹۵ | جشن خانه سینما                                   | بهترین طراحی صحنه             | محسن نصرالهی                                           | نامزدشده | [ ۱۷ ] |
| ۱۳۹۵ | جشن خانه سینما                                   | بهترین طراحی لباس             | غزاله معتمد                                            | برنده    | [ ۱۷ ] |
| ۱۳۹۵ | جشن خانه سینما                                   | بهترین صدابرداری              | امین میرشکاری                                          | برنده    | [ ۱۷ ] |
| ۱۳۹۵ | جشن خانه سینما                                   | بهترین صداگذاری و میکس        | علیرضا علویان                                          | نامزدشده | [ ۱۷ ] |
| ۱۳۹۵ | انجمن منتقدان و نویسندگان سینمای ایران           | بهترین فیلم                   | سعید ملکان                                             | برنده    | [ ۱۸ ] |
| ۱۳۹۵ | انجمن منتقدان و نویسندگان سینمای ایران           | بهترین کارگردانی              | سعید روستایی                                           | برنده    | [ ۱۸ ] |
| ۱۳۹۵ | انجمن منتقدان و نویسندگان سینمای ایران           | بهترین فیلمنامه               | سعید روستایی                                           | برنده    | [ ۱۸ ] |
| ۱۳۹۵ | انجمن منتقدان و نویسندگان سینمای ایران           | بهترین بازیگر نقش اول مرد     | پیمان معادی                                            | برنده    | [ ۱۸ ] |
| ۱۳۹۵ | انجمن منتقدان و نویسندگان سینمای ایران           | بهترین بازیگر نقش مکمل مرد    | نوید محمدزاده                                          | برنده    | [ ۱۸ ] |
| ۱۳۹۵ | انجمن منتقدان و نویسندگان سینمای ایران           | بهترین بازیگر نقش اول زن      | پریناز ایزدیار                                         | برنده    | [ ۱۸ ] |
| ۱۳۹۵ | انجمن منتقدان و نویسندگان سینمای ایران           | بهترین بازیگر نقش مکمل زن     | شیرین یزدان بخش                                        | نامزدشده | [ ۱۸ ] |
| ۱۳۹۵ | انجمن منتقدان و نویسندگان سینمای ایران           | بهترین بازیگر نقش مکمل زن     | شبنم مقدمی                                             | نامزدشده | [ ۱۸ ] |
| ۱۳۹۵ | انجمن منتقدان و نویسندگان سینمای ایران           | بهترین فیلمبرداری             | علی قاضی                                               | نامزدشده | [ ۱۸ ] |
| ۱۳۹۵ | انجمن منتقدان و نویسندگان سینمای ایران           | بهترین موسیقی متن             | امید رئیس دانا                                         | نامزدشده | [ ۱۸ ] |
| ۱۳۹۵ | انجمن منتقدان و نویسندگان سینمای ایران           | بهترین تدوین                  | بهرام دهقان                                            | نامزدشده | [ ۱۸ ] |
| ۱۳۹۵ | انجمن منتقدان و نویسندگان سینمای ایران           | بهترین طراحی صحنه             | محسن نصرالهی                                           | نامزدشده | [ ۱۸ ] |
| ۱۳۹۵ | انجمن منتقدان و نویسندگان سینمای ایران           | بهترین طراحی لباس             | غزاله معتمد                                            | نامزدشده | [ ۱۸ ] |
| ۱۳۹۵ | انجمن منتقدان و نویسندگان سینمای ایران           | بهترین صدای فیلم              | امین میرشکاری و علیرضا علویان                          | نامزدشده | [ ۱۸ ] |
| ۱۳۹۵ | انجمن منتقدان و نویسندگان سینمای ایران           | جایزه خلاقیت و استعداد درخشان | (ویژه فیلمسازان اول)/سعید روستایی                      | نامزدشده | [ ۱۸ ] |
| ۱۳۹۵ | انجمن منتقدان و نویسندگان سینمای ایران           | بهترین دستاورد فنی            | سعید ملکان (برای چهره پردازی ابد و یک روز)             | برنده    | [ ۱۸ ] |
| ۱۳۹۶ | جشنواره بین‌المللی فیلم شهر                       | بهترین فیلم                   | سعید ملکان                                             | برنده    | [ ۱۹ ] |
| ۱۳۹۶ | جشنواره بین‌المللی فیلم شهر                       | بهترین بازیگر زن              | پریناز ایزدیار                                         | نامزدشده | [ ۱۹ ] |
| ۱۳۹۶ | جشنواره بین‌المللی فیلم شهر                       | بهترین بازیگر مرد             | نوید محمدزاده                                          | نامزدشده | [ ۱۹ ] |
| ۱۳۹۶ | جشنواره بین‌المللی فیلم شهر                       | بهترین کارگردانی              | سعید روستایی                                           | نامزدشده | [ ۱۹ ] |
| ۱۳۹۶ | جشنواره بین‌المللی فیلم شهر                       | بهترین فیلمنامه               | سعید روستایی                                           | نامزدشده | [ ۱۹ ] |
| ۱۳۹۶ | جشنواره فیلم‌های ایرانی استرالیا                  | بهترین فیلم                   | سعید ملکان                                             | برنده    | [ ۲۰ ] |
| ۱۳۹۶ | جشنواره بین‌المللی فیلم ژنو                       | بهترین فیلم                   |                                                        | برنده    | [ ۲۱ ] |
| ۱۳۹۶ | جشنواره بین‌المللی فیلم خیخون                     | بهترین فیلم                   |                                                        | برنده    | [ ۲۲ ] |
| ۱۳۹۶ | جشنواره بین‌المللی فیلم داکا                      | بهترین فیلمنامه               | سعید روستایی                                           | برنده    | [ ۲۲ ] |